# 3752-es busz
A 3752-es jelzésű autóbuszvonal Miskolc, Kistokaj, Sajópetri, Muhi és Tiszaújváros között húzódó regionális vonal, amelyet a MÁV Személyszállítási Zrt. üzemeltet.

## Útvonala
A miskolci autóbusz-állomásról indul. Két úton közlekedik a megyeszékhelyen, egyik járatpárja a 3-as főúton kezdi el útját Mezőkövesd felé, odafelé a főúton, a Vörösmarty városrészen és a Szilágyi Dezső úton, visszafelé a Csabai kapun, a Corvin utcán, valamint a Belvároson át közlekedik, melyek a város egyik jelentősebb csomópontjában, a miskolctapolcai elágazásnál érnek össze, ahonnan a miskolci Egyetemváros és Miskolctapolca érhető el. Hejőcsaba és Görömböly városrészeiből a 304-es főúton – mely Miskolcnak déli elkerülőútjaként szolgál – hagyja el a várost Miskolc Déli Ipari Parkjához, ahol többekközött a Joyson Safety Systems magyarországi vállalata is elhelyezkedik, valamint ide csatlakozik be a másik járatpár. Az érdekesség, hogy a Görömbölyön át közlekedő járat nem tér be a Déli Ipari Parkhoz csak a Szirmán át futó, valamint az onnan indulók.
Az A 3-as főúton indul el Szikszó irányába a Zsolcai kapun keresztül, itt egyből leágazik a Soltész Nagy Kálmán útra, majd a következő kereszteződéstől a villamosvonallal párhuzamosan, utána a Tiszai pályaudvar közelében kanyarog. Útja Martinkertvároson át vezet, majd a megyeszékhely Szirma településrészén, 2024 szeptembere óta a 3738-as buszokon kívül kettő indítása a 3752-es buszoknak is itt halad át.
Első települését, Kistokajt a 3604-es mellékúton közelíti meg, majd a központjából minden esetben érinti a déli felét is, buszfordulóban vált irányt, majd az M30-as autópálya alatt átsuhan következőnek Sajópetribe. A Sajó partján fekvő faluból a műszakos járatok minden esetben a túlparti Sajóládot is útvonalukra fűzik, a kiemelkedően jó tömegközlekedéssel rendelkező településről temetője felé távolodik el. Onnan Ónodra siet, illetve majdan a Muhi csata színterére, Muhi községbe. Határában fut szintén az M30-as autópálya, amelynek csak Sajópetrinél és a 35-ös főút keresztezésénél, Nyékládháza közelében van lehajtója, perceken belül rákanyarodik a főútra. A bányászati munkák miatt itt is gyakoriak a bányatavak, horgásztavak, a 800 fős Nagycsécs is rendelkezik eggyel, azon felül, hogy ennek a falunak a határában is megtalálható a Sajó. Következőnek a 2023-as magyarországi vasútbezárások idején pórul járt, Nyékládháza–Tiszaújváros-vasútvonalon fekvő Sajószöged jön, amelynek állomása szintén megszűnt, így vonatpótló autóbuszok közlekednek itt is. A 3752-es buszok a vonal végállomását nem főúton közelítik meg, hanem a 36 107-es mellékúton Sajóörös irányából, így érkeznek a járásközpont Tiszaújvárosba. Indításai a helyi buszállomáson érnek célba.

## Közlekedése
Indításai mindennap történnek, hétköznap 5, hétvégén 4 járatpár közlekedik ezen az útvonalon. A Miskolcot és Tiszaújvárost összekötő egyik autóbuszvonal (továbbiak: 3731, 3733, 3734, 3737, 3739, 3744, 3745), többféleképpen is megközelíthető az iparváros. Miskolc és Sajópetri között a 3738-as, Sajópetri és Ónod között a 3735-ös, Ónod és Sajószöged között a 3744-es, Sajószöged és Tiszaújváros között a 3970-es buszokkal van egy útvonalon.
Gyakori szereplő a Mercedes-Benz Intouro a vonalon.

### Törzsjárművei
- az NRL-938 rendszámú Mercedes-Benz Intouro autóbusz.

| Viszonylat                                         | Indításszám | Közlekedési rend |
| -------------------------------------------------- | ----------- | ---------------- |
| Miskolc, aut. áll. – Tiszaújváros, aut. áll.       | 2 pár       | munkanapokon     |
| Miskolc, Déli Ipari Park – Tiszaújváros, aut. áll. | 3 pár       | munkanapokon     |
| Miskolc, Déli Ipari Park – Tiszaújváros, aut. áll. | 4 pár       | hétvégén         |

## Megállóhelyei
| 0 | Miskolc, autóbusz-állomás végállomás          | 0.0 km  | 1, 1G, 3, 3A, 4, 7, 11, 12G, 20, 20A, 24, 28, 32, 34G, 35, 43, 44, 45, 101B, 900, 914, 935 1050, 1053, 1369, 1370, 1372, 1373, 1374, 1375, 1376, 1377, 1380, 1381, 1383, 1384, 1410, 1411 3700, 3701, 3702, 3703, 3704, 3705, 3706, 3707, 3708, 3709, 3710, 3711, 3712, 3714, 3715, 3716, 3717, 3718, 3719, 3720, 3721, 3722, 3723, 3724, 3726, 3727, 3728, 3729, 3730, 3731, 3733, 3734, 3735, 3736, 3737, 3738, 3739, 3740, 3741, 3742, 3743, 3744, 3745, 3746, 3747, 3748, 3749, 3750, 3751, 3753, 3754, 3755, 3757, 3760, 3761, 3764, 3765, 3766, 3767, 3770, 3772, 3773, 3774, 3775, 3776, 3777, 4019 |
| 1 | Miskolc, Vörösmarty út (↓)                    | 1.0 km  | 3A, 14G, 21, 21G, 24, 32, 35, 45, 901, Auchan 1 1050, 1369, 1370, 1372, 1375, 1376, 1377, 1380, 1381 3738, 3739, 3740, 3741, 3742, 3743, 3744, 3745, 3746, 3747, 3748, 3749, 3750, 3751, 4019 |
| ∫ | Miskolc, Corvin utca (↑)                      | ∫       | 20, 20A, 28, 34, 35, 43, 44, Auchan 1 1369, 1370, 1372, 1375, 1376, 1377, 1410 3738, 3739, 3740, 3741, 3742, 3743, 3744, 3745, 3746, 3747, 3748, 3749, 3750, 3751, 4019 |
| 2 | Miskolc, Lévay József utca (↓)                | 1.8 km  | 4, 30, 31, 32, 35G, 45 1369, 1370, 1377, 1381 3738, 3739, 3740, 3741, 3742, 3743, 3744, 3745, 3746, 3747, 3748, 3749, 3750, 3751, 4019 |
| ∫ | Miskolc, SZTK rendelő (↑)                     | ∫       | 14, 20, 20A, 21, 30, 31, 34, 36, 43, 44, 900, 914, 935 1369, 1370, 1377 3738, 3739, 3740, 3741, 3742, 3743, 3744, 3745, 3746, 3747, 3748, 3749, 3750, 3751, 4019 |
| 3 | Miskolctapolcai elágazás                      | 3.2 km  | 4, 14, 20, 20A, 24, 30, 32, 34, 36, 43, 44, 45, 900, 914, 935 1050, 1369, 1370, 1372, 1373, 1374, 1375, 1376, 1377, 1380, 1381, 1410, 1411 3738, 3739, 3740, 3741, 3742, 3743, 3744, 3745, 3746, 3747, 3748, 3749, 3750, 3751, 4019 |
| 4 | Miskolc (Hejőcsaba), gyógyszertár             | 4.3 km  | 4, 14, 43, 44, 45, 900, 914 1377, 1381 3738, 3739, 3740, 3741, 3742, 3743, 3744, 3745, 3746, 3747, 3748, 3749, 3750, 3751, 4019 |
| 5 | Miskolc (Hejőcsaba), cementgyár               | 5.0 km  | 4, 14, 43, 44, 45, 900, 914 1377, 1381 3738, 3739, 3740, 3741, 3742, 3743, 3744, 3745, 3746, 3747, 3748, 3749, 3750, 3751, 4019 |
| 6 | Miskolc, Görömböly bejárati út (↓)            | 5.8 km  | 4, 43, 44, 53 1377, 1381 3738, 3739, 3740, 3741, 3742, 3743, 3744, 3745, 3746, 3747, 3748, 3749, 3750, 3751, 4019 |
| 7 | Miskolc, harsányi útelágazás                  | 6.5 km  | 4, 43, 44, 53 1050, 1369, 1372, 1375, 1376, 1377, 1381 3738, 3739, 3740, 3741, 3742, 3743, 3744, 3745, 3746, 3747, 3748, 3749, 3750, 3751, 4019 |
| Munkanapokon 2 járat által érintett a Vörösmarty utca és a harsányi útelágazás közötti megállók helyett. |                                               |         | |
| ∫ | Miskolc, Soltész Nagy Kálmán utca             | ∫       | 1, 1G, 1VP, 3, 4, 7, 12G, 20, 32, 34, 35, 101B, 900, 935 3706, 3724, 3726, 3738 1, 1A, 2 |
| ∫ | Miskolc, Selyemrét                            | ∫       | 1, 1G, 1VP, 3, 7, 12G, 14G, 20, 21, 21G, 30, 31, 32, 34G, 35, 35G, 900, 901, 935, Auchan 1 3706, 3724, 3726, 3738, 3751 1, 1A, 2 |
| ∫ | Miskolc-Tiszai pályaudvar                     | ∫       | 1, 1G, 1VP, 3, 3A, 8, 12G, 21, 30, 31, 101B, 900, 901, 935 1383 3706, 3724, 3726, 3738, 3751, 3753, 3755, 3764 IC, InterRégió, sebesvonat, személyvonat – Miskolc-Tiszai (80, 90, 92, 94) 1, 1A, 2 |
| ∫ | Miskolc-Rendező pályaudvar                    | ∫       | 3, 3A 3738 |
| ∫ | Miskolc, Martinkertváros központ              | ∫       | 3 3738 |
| ∫ | Miskolc, Berzsenyi utca                       | ∫       | 3, 3A 3738 |
| ∫ | Miskolc (Szirma), iskola                      | ∫       | 3 3738 |
| ∫ | Miskolc (Szirma), Erkel Ferenc utca           | ∫       | 3, 45 3738 |
| Munkanapokon 2 járat által nem érintett.                                                                 |                                               |         | |
| 8 | Miskolc, Déli Ipari Park vonalközi végállomás | 8.2 km  | 43, 44, 45, 53 1377, 1381 3743, 3749, 3751, 4019 |
| 9 | Kistokaj, Szabó Lőrinc utca                   | 11.5 km | 3738 |
| 10 | Kistokaj, községháza                          | 12.1 km | 3738 |
| 11 | Kistokaj, Széchenyi utca 75.                  | 12.4 km | 3738 |
| 12 | Kistokaj, temető                              | 12.8 km | 3738 |
| 13 | Kistokaj, autóbusz-forduló                    | 13.3 km | 3738 |
| 14 | Kistokaj, temető                              | 13.8 km | 3738 |
| 15 | Sajópetri, autóbusz-forduló                   | 17.8 km | 3735, 3736, 3737, 3738, 3971 |
| 16 | Sajópetri, községháza                         | 18.6 km | 3735, 3736, 3737, 3738, 3971 |
| 17 | Sajópetri, Dózsa György utca 8.               | 19.3 km | 3735, 3736, 3737, 3971 |
| 18 | Sajólád, temető                               | 20.1 km | 3734, 3735, 3736, 3737, 3971 |
| 19 | Sajólád, templom                              | 20.9 km | 3733, 3734, 3735, 3736, 3737, 3971 |
| 20 | Sajólád, temető                               | 21.7 km | 3734, 3735, 3736, 3737, 3971 |
| 21 | Ónod, híd                                     | 25.3 km | 3734, 3735, 3736, 3737, 3971 |
| 22 | Ónod, autóbusz-váróterem                      | 26.3 km | 3734, 3735, 3737, 3739, 3744, 3971 |
| 23 | Ónod, vásártér                                | 27.0 km | 3734, 3735, 3737, 3739, 3744, 3971 |
| 24 | Muhi, autóbusz-váróterem                      | 29.3 km | 3734, 3735, 3737, 3739, 3744, 3971 |
| 25 | Muhi, Puszta Csárda                           | 30.1 km | 3734, 3737, 3739, 3744, 3971 |
| 26 | Nagycsécs, újtelep                            | 31.4 km | 3734, 3737, 3739, 3744, 3745, 3971, 4009 |
| 27 | Nagycsécs, posta                              | 32.0 km | 1369, 1370, 1372, 1426, 1427 3734, 3737, 3739, 3744, 3745, 3971, 4009 |
| 28 | Sertéstenyésztő telep                         | 33.6 km | 3734, 3737, 3739, 3744, 3745, 3971 |
| 29 | Sajószöged, hejőbábai elágazás                | 34.8 km | 1370 3734, 3737, 3739, 3744, 3745, 3966, 3967, 3968, 3969, 3971, 4009 |
| 30 | Sajószöged, községháza                        | 35.7 km | 1369, 1370, 1372, 1426, 1427 3734, 3737, 3739, 3744, 3745, 3966, 3967, 3968, 3969, 3970, 3971, 4009 vonatpótló – Sajószöged (89) |
| 31 | Sajószöged, gyógyszertár                      | 36.0 km | 3734, 3739, 3968, 3969, 3970 |
| 32 | Sajószöged, újtelep                           | 36.4 km | 3734, 3739, 3968, 3969, 3970 |
| 33 | Sajóörös, újtelep                             | 37.5 km | 3734, 3739, 3968, 3969, 3970 |
| 34 | Sajóörös, Fő út 6.                            | 38.1 km | 3734, 3739, 3968, 3969, 3970 |
| 35 | Sajóörös, autóbusz-váróterem                  | 38.6 km | 3734, 3739, 3968, 3969, 3970 |
| 36 | Tiszaújváros, Tesco                           | 41.4 km | 3734, 3737, 3739, 3744, 3745, 3966, 3967, 3968, 3969, 3970, 3971 |
| 37 | Tiszaújváros, autóbusz-állomás végállomás     | 42.3 km | 1, 1A, 2, 3 1055 1369, 1370, 1372, 1373, 1374, 1410, 1426, 1427 3731, 3733, 3737, 3739, 3744, 3745, 3952, 3960, 3963, 3965, 3966, 3967, 3968, 3969, 3970, 3971, 3974, 3975, 4008, 4009, 4240, 4241, 4484 vonatpótló – Tiszaújváros (89) |